# Александрийская экспедиция (645)
Александрийская экспедиция — попытка Византийской империи в 645 году отвоевать потерянную Александрию, захваченную арабами четыре года ранее.
Александрия капитулировала перед арабскими войсками в ноябре 641 года. Так как арабы в ту пору еще не делали попыток создать морские силы, и византийский флот господствовал на море, то появилась надежда отвоевать Александрию и вытеснить арабов из Египта. Император Византии Констант II приказал большому флоту (300 судов) переправить войска в Александрию. 
В конце 645 года к городу подошёл византийский флот, и в ходе десантной атаки войска под командованием Мануила врасплох захватили город у его небольшого арабского гарнизона. Таким образом, в 645 году византийцы временно вернули себе Александрию. Вместо того, чтобы двинуться на Фустат, центр арабского владычества в стране, Мануил держал свои войска, около 20 тысяч, близ Александрии. Византийская армия, проявляя свое обычное презрение к местному населению Египта, вела себя как в завоеванной стране, грабила и разоряла окрестности города. 
Из Фустата арабы послали известие в Медину о положении дел в Египте, и халиф немедленно отправил Амра, четыре года назад завоевавшего Египет и знакомого со страной. Собрав свои силы в Фустате, около 15 тысяч человек, Амр не спешил идти на Александрию, а выжидал, что Мануил пойдет на него сам. 
Наконец византийская армия Мануила двинулась на Фустат и подошла к небольшому укрепленному городу Никиу (Никиус), расположенному примерно в двух третях пути от Александрии до Фустата. В разыгравшемся сражении у стен Никиу арабы одержали верх, и византийские войска в беспорядке отступили обратно в Александрию.
Мощные стены города представляли надежную защиту, но население, настроенное враждебно против ромеев-халкидонитов, не было заинтересовано в деле обороны. Летом 646 года арабы без больших затруднений проникли в город и подвергли его страшному кровопролитию. Мануил с остатками войска отплыл в Константинополь.
В предупреждение возможности отпадения Александрии, Амр срыл ее стены и укрепления, лишив на будущее время возможности обороняться. Поражение экспедиции Мануила ознаменовало последнюю попытку Византийской империи вернуть Египет.